# 沖縄県立名護商工高等学校
沖縄県立名護商工高等学校（おきなわけんりつ なごしょうこうこうとうがっこう）は、沖縄県名護市大北四丁目にある県立商工高等学校。
2007年に沖縄県立名護商業高等学校と沖縄県立北部工業高等学校の統合校として開校した。

## 設置学科
- 生産システム科
- 電建システム科
- 総合情報科
- 商業科
- ファイナンス科
- ビジネス情報科

このうち、生産システム・電建システム・生活情報の各科は北部工業高校から、商業・ファイナンス・情報処理の各科は名護商業高校から移行。

## 沿革
- 2007年4月 - 開校。

## 所在地
- 沖縄県名護市大北4丁目1-23

この場所は、移行前の北部工業高校の場所でもある。

## 主な在籍選手
- 宮里侑樹 - ラグビー選手（三菱重工相模原ダイナボアーズ所属）

## その他
開校時点で北部工業高校、および名護商業高校に在籍している生徒は、卒業まで当該高校の生徒として扱われる（生徒手帳や卒業証書等も旧校名のものとなる）。そのため、2007年6月16日に開幕した全国高等学校野球選手権沖縄大会では「名護商工高校」として出場しているものの、1年生部員は名護商工高校、2・3年生部員は名護商業高校の生徒であり、この2校の連合という形で扱われた（なお、もう一つの前身の北部工業高校は前回大会には出場していなかった）。翌年も名護商業高校としての部員が存在したため、同じような状況となった。
いじめや暴力は断固として許さず、発覚すると加害者は停学処分となる。いじめ防止対策推進法に基づく学校の方針は「いじめ・暴力防止基本方針」が制定・策定されている。